# Poiocera corallina
Poiocera corallina är en insektsart som beskrevs av Gerstaecker 1860. Poiocera corallina ingår i släktet Poiocera och familjen lyktstritar. Inga underarter finns listade i Catalogue of Life.